# 小行星23013
小行星23013（23013 Carolsmyth）是一颗绕太阳运转的小行星，为主小行星带小行星。该小行星于1999年11月19日发现。

## 轨道参数
小行星23013的轨道半长轴为359 031 832 km，2.3999454 UA，离心率为0.178。